# Đại bàng mù
Đại bàng mù (tiếng Nga: Ночной орел/Đại bàng đêm, tiếng Séc: Noční orel) là một cuốn tiểu thuyết khoa học viễn tưởng được viết bằng tiếng Nga của nhà văn Aleksandr Lomm, ra đời năm 1981.

## Nội dung
Một câu chuyện đầy kịch tính, hấp dẫn về cuộc đụng độ của một nhóm lính dù Soviet với lực lượng Gestapo hùng hậu ở một khu rừng thuộc Ostrava, trong những ngày cuối cùng của Đệ nhị Thế chiến.